# Гости из прошлого
«Го́сти из про́шлого» — российский научно-фантастический комедийный телесериал. Производством проекта занимается кинокомпания «Небо».
Премьера сериала состоялась 26 октября 2020 года на телеканале СТС.
Премьера второго сезона сериала состоялась 21 ноября 2022 года на СТС.
Слоган телесериала: «Времена не выбирают».

## Сюжет
В 1982 году профессор физики Матвей Платонович Пиотровский создал машину времени и провёл уникальный научный эксперимент, в результате которого квартира учёного разделилась квантовым порталом, из-за чего одна часть квартиры теперь находится в 1982 году, а вторая — в 2020 году.
Повторную попытку запуска машины и закрытие портала саботирует Павел, внук профессора в будущем, который знает, что повторный эксперимент приведёт к взрыву машины и гибели деда. Пока профессор Пиотровский ищет безопасный способ закрытия портала, ему и молодому Паше приходится делить одну жилплощадь с людьми будущего: бизнесменом Сергеем, который торопит профессора из-за того, что в исчезнувшей части квартиры остался сейф с деньгами и документами, без которых ему грозят проблемы с бизнес-партнёрами; его женой Светланой, которая пытается наладить отношения с матерью, воздействуя на неё в прошлом; их дочерью Кристиной, начинающей танцовщицей, случайно влюбившейся в 1982 году в мелкого фарцовщика Жорика; и Павлом из будущего, ищущим способы наладить через прошлое свою нынешнюю жизнь.

## В ролях
| Актёр              | Роль |
| ------------------ | --- |
| Юрий Стоянов       | Матвей Платонович Пиотровский |
| Евгений Михеев     | Павел Алексеевич Комаров студент физмата, фотограф, внук Матвея Платоновича в 1982 году / Порфирий Пиотровский, вор, предок Матвея и Павла |
| Михаил Трухин      | Павел Алексеевич Комаров внук Матвея Платоновича в 2020 году                                                                               |
| Алексей Макаров    | Сергей Данилов муж Светланы, папа Кристины, бизнесмен                                                                                      |
| Анна Невская       | Светлана Данилова (в девичестве — Кравцова) жена Сергея, мама Кристины                                                                     |
| Анастасия Акатова  | Кристина Сергеевна Данилова студентка, начинающая танцовщица, дочь Сергея и Светланы, девушка Жорика                                       |
| Евгений Егоров     | Георгий Дмитриевич (Жорик) Жерехов мелкий фарцовщик из 1982 года, парень Кристины                                                          |
| Вероника Сафонова  | Нина Михайловна Серова студентка физмата из 1982 года, возлюбленная Паши                                                                   |
| Вероника Тимофеева | Людмила Николаевна Кравцова мама Светы в 1982 году, медсестра в больнице                                                                   |
| Людмила Артемьева  | Римма Петровна архивариус, временная возлюбленная Матвея Платоновича                                                                       |
| Филипп Ершов       | Валентин Хатов друг Паши из 1982 года, студент физмата, фотограф                                                                           |
| Сергей Юшкевич     | Георгий Дмитриевич Жерехов партнёр Сергея по строительному бизнесу                                                                         |
| Сергей Беляев      | Турмасов криминальный авторитет, в 1980-е годы был милиционером                                                                            |
| Ева Смирнова       | Света Кравцова Светлана в 1982 году |
| Денис Нурулин      | Александр II Николаевич цесаревич |
| Виктор Логинов     | Гусар ротмистр |
| Игорь Письменный   | трактирщик |
| Юрий Внуков        | помещик |
| Алексей Багдасаров | коллега Матвея |
| Роман Аптекарь     | Пушкин поэт |
| Игорь Коровин      | вятский староста |
| Алёна Деркач       | Радмила дочь старосты |
| Надежда Лумпова    | Елена Матвеевна Комарова дочь Матвея, мать Паши                                                                                            |

## Производство
В 2018 году проект Станислава Ефанова «Коридоры времени» стал победителем первого ежегодного творческого конкурса «Питч Лаб», проводимого «Национальной Медиа Группой» и «СТС Медиа».
Впервые о создании сериала под названием «Гости из прошлого» было объявлено 29 августа 2019 года на презентации телевизионного сезона 2019/2020 года канала СТС в московском яхт-клубе «Императорский».
Съёмки первого сезона сериала прошли в Москве и Зеленограде с мая по август 2020 года.
Квартиру профессора Пиотровского построили и снимали в павильоне. В воссоздании её «ретрополовины» участвовали все члены съёмочной группы, которые поделились своими вещами из 1980-х годов: одни привозили старую мебель, другие — посуду и бытовую технику.
За основу образа машины времени профессора Пиотровского были взяты советский спутник и хрустальная люстра.
2 октября 2020 года состоялась премьера саундтрека сериала. Песня получила название «Времена не выбирают», её исполнили Ёлка и Звонкий. Клип на песню снял генеральный продюсер сериала, режиссёр Резо Гигинеишвили.
В октябре 2020 года сериал был представлен на международном рынке контента MIPCOM Online+.
В феврале 2022 года начались съёмки второго сезона сериала.

## Премия
- В 2023 году Юрий Стоянов получил премию ТЭФИ в номинации «Актёр комедийного сериала» за роль в телесериале «Гости из прошлого»[15].

## Эпизоды
| Сезон | Сезон | Серии | Период трансляции           |
| ----- | ----- | ----- | --------------------------- |
|       | 1     | 17    | 26 октября — 19 ноября 2020 |
|       | 2     | 15    | 21 ноября — 13 декабря 2022 |

### Сезон 1
| № серии | Премьера   | Описание серии |
| ------- | ---------- | --- |
| 1       | 26.10.2020 | СССР, 1982 год. Профессор Матвей Пиотровский изобрёл машину времени. Вместе со своим внуком Пашей они делают тестовый запуск, предполагаемый как последний. Так как все предыдущие запуски были неудачными, они решают просто попробовать ещё раз и на этом прекратить эксперименты. На сей раз пуск удался, в результате чего их квартира делится надвое, и одна из половин переносится в 2020 год, где живут ничего не подозревающие Сергей с женой Светой. По ошибке Паша выходит в будущее, а Матвей знакомится с новыми соседями. Осознав, что на пропавшей половине остался сейф с чужими деньгами, Сергей требует у Матвея срочно вернуть всё назад. Он ещё не знает, что его дочь Кристина случайно вышла в 1982 год, где познакомилась с мелким фарцовщиком Жориком. |
| 2       | 26.10.2020 | Повзрослевший Павел ждал 38 лет, чтобы предотвратить повторный эксперимент, ведь это привело к гибели Матвея и прочим жизненным неудачам. Теперь прошлое исправлено, и воодушевлённый Павел уходит наслаждаться новой жизнью. Паша увязывается за ним, но попадает в плен к бандитам, которым Павел задолжал денег. Поиски деталей для машины времени приводят Матвея в современный секс-шоп, а в это время Сергей пытается вызволить Кристину из советской милиции. |
| 3       | 27.10.2020 | Кристина просит Жорика вернуть забытый у него смартфон. Жорик согласен, но в обмен на свидание в кафе. Там Крис знакомится с влюблённой в Пашу Ниной, а сам Паша вызывает Жорика на дуэль на игровых автоматах, чтобы отвадить его от Кристины. В 1982 году Света ищет истоки плохих отношений со своей мамой Людмилой. Сергей и Павел ищут деньги на взятку префекту, а находят способ попасть в пропавшую половину квартиры, где находится сейф с деньгами. Во время неудачного запуска машины времени сгорает важная дискета, а для ремонта нужен её дубликат, который хранится в 2020 году в архиве института, где когда-то преподавал Матвей. |
| 4       | 28.10.2020 | От работницы архива Риммы Матвей узнаёт, что доступ к архиву института имеют только сотрудники, и теперь ему нужно устроиться сюда на работу. Сергей ловит Павла с поличным: тот втайне решил разбогатеть с помощью «Спортлото». За долги в институте родители оставляют Кристину без денег, поэтому ей нечем заплатить за обещанный подругам мастер-класс у именитого хореографа. Чтобы не потерять статус, она вовлекает Пашу в танцевальную авантюру. |
| 5       | 29.10.2020 | Чтобы обеспечить себе сытую жизнь, Павел придумывает способ подружить Пашу и будущего олигарха Гохмана в 1982 году, чтобы в 2020 наслаждаться плодами этой дружбы. Света искренне хочет помочь замотанной Людмиле отдохнуть и зовёт её на танцы. Кристина помогает Нине найти на танцах нормального парня вместо Паши, но её старания дают обратный результат. В это время в 2020 году Римма тоже увлекает Матвея потанцевать. |
| 6       | 02.11.2020 | Сергею срочно нужно подписать у префекта документы на незаконную стройку, но без денег на взятку сделать это невозможно. Павел наводит его на мысль, что подпись можно раздобыть у молодого префекта в 1982-м. Эти поиски оканчиваются тем, что Людмила приглашает Сергея на свидание. Очарованный Ниной Паша предлагает ей стать моделью для фотоконкурса. Матвей и Римма ищут дискеты и оказываются заперты в архиве. |
| 7       | 02.11.2020 | Света узнаёт, что Людмила собирается на свидание с Сергеем, и устраивает мужу скандал. Кристина упрашивает Гарика Рудника взять её на свой танцевальный курс и случайно ломает его раритетный винил. Чтобы загладить вину, она ищет пластинку в 1982 году. Матвей изучает современные технологии и пытается общаться с Риммой с помощью смартфона, но в Интернете оказывается слишком много неожиданного. |
| 8       | 03.11.2020 | Чтобы отвадить Пашу от Нины, Павел показывает ему якобы повзрослевшую Нину. Паша шокирован, что в 2020 году она опустилась до жизни бомжихи, но отказываться от любви он не хочет, чем вносит хаос в план Павла. Пока Людмила на работе, Света вызывается посидеть с пятилетней собой в 1982-м и поражается, каким непослушным ребёнком она была в детстве. Римма жалуется Матвею на родственников, которые настойчиво сватают её против воли, и просит его побыть своим женихом на один день, чтобы отвадить нежеланного ухажёра. |
| 9       | 05.11.2020 | Сергей забывает о годовщине свадьбы и стремится загладить оплошность. Но обстоятельства вынуждают его провести вечер не с женой, а в компании префекта и Георгия Дмитриевича и не допустить, чтобы они узнали о пропавших деньгах на взятку. Паша узнаёт, что сегодня у него случится первый секс с Ниной, а Павел всеми силами пытается расстроить это событие. Кристина зовёт Жорика погулять, а в итоге спасает соседского поросёнка от верной гибели. Матвей запускает машину времени, но при запуске происходит сбой, не замеченный профессором. |
| 10      | 09.11.2020 | В результате сбоя Сергей оказывается в 1982 году в пустой квартире Матвея в полном одиночестве. Вскоре он понимает, что попал в «день сурка», и даже пытается изучить записки Матвея, после чего несколько раз пробует запустить машину времени, но к сожалению, неудачно, так как, кроме знаний по физике, для этого ещё нужен помощник. |
| 11      | 10.11.2020 | Сергей вместе с незнакомкой оказывается снова в своей квартире. Они целуются, и это становится видимым для всех окружающих. Света разрывает отношения с Сергеем и ищет поддержки у Людмилы. Попутно Кристина, а затем Паша узнают, что произошёл непонятный сдвиг во времени: после 31 мая сразу идёт 1 сентября. |
| 12      | 11.11.2020 | Матвей проверяет календарь и узнаёт о произошедшем сбое в работе машины времени и наличии пространственно-временно́го провала. Ему становится плохо с сердцем, и, чтобы спасти ему жизнь, его требуется срочно перевести из советской больницы в современную клинику. |
| 13      | 12.11.2020 | Как приумножить состояние, если имеешь доступ и в 1982 год и в 2020-й? |
| 14      | 16.11.2020 | Павел становится жертвой покушения и понимает, что причина в его криминальном статусе, который он обрёл, разлучив Пашу и Нину. |
| 15      | 17.11.2020 | Паша и Павел узнают, что Хатов промышляет продажей эротических фотографий. Паша, при активном участии Павла, в 1982 году пытается разными способами восстановить отношения с Ниной, с которой учится в одном ВУЗе, кроме того, в этом заинтересован и сам Павел. После череды приключений Нина возвращается к Паше, при этом возникшая «параллельная реальность» исчезает. |
| 16      | 18.11.2020 | Криминальные авторитеты похищают Кристину, дав Сергею сутки на возврат денег. Матвей продвигается с ремонтом машины времени, попутно объясняя Сергею принцип «наложения реальностей». Сергей снова просит Матвея запустить машину времени, но Матвей против. Выслушав объяснения Матвея об опасности неконтролируемого перехода по времени и, пользуясь полученными из профессорских книжек знаниями, Сергей всё же запускает машину времени, но мощности установки хватает лишь на переход на 1,5 часа назад. |
| 17      | 19.11.2020 | Машина времени починена, но сразу включать её нельзя: профессору требуется время для проверки расчётов и точной настройки. Сергей и Матвей получают посылку с видеозаписью, датированной 1996 годом, на которой Матвей из прошлого предупреждает о страшных последствиях работы машины времени: неизвестный написал ложный донос на профессора в КГБ, и его вот-вот арестуют. Сергей помогает экстренно включить всю аппаратуру обратно и Матвей успевает произвести переход. Пространственный «портал» временно закрывается, но, в результате неточной настройки параметров, вся квартира целиком, вместе с вещами и персонажами оказывается в «нигде»: общемировое время попросту остановилось!                                                                             |

### Сезон 2
| № серии | Премьера   | Описание серии |
| ------- | ---------- | --- |
| 1 (18)  | 21.11.2022 | Матвей безуспешно пытается починить машину времени. Павел уходит в запой и случайно заливает алкоголем пульт машины времени, в результате чего происходит неуправляемый запуск, герои перемещаются в XIX век, в 1836 год, и знакомятся с цесаревичем Александром. |
| 2 (19)  | 21.11.2022 | Александр привозит в поместье Свету, Кристину и раненого Жорика, Александр принимает его за брата Кристины. Павел с Сергеем пытаются доставить письмо цесаревичу, а Матвей с Пашей, тем временем, попадают в полицию. |
| 3 (20)  | 22.11.2022 | Александр принимает Павла за отца Кристины и просит отцовского благословения на прогулку с ней. Матвей приступает к починке машины времени. Паша в поисках заработка попадает в неприятности, и случайно оскорбляет самого Пушкина. Павел пытается отыскать Сергея и выясняет, что проиграл его в карты барину. |
| 4 (21)  | 23.11.2022 | Александр просит у Светланы руки и сердца Кристины. Чтобы вызволить Сергея с невольничьего рынка, Павел вынужден придумать аферу. Матвей в поисках деталей для машины знакомится с коллегой. Света решает проучить Кристину и заставить её заняться трудотерапией, а Паша очень боится предстоящей дуэли с Пушкиным, и Жорик решается его выручить, а заодно и заработать. |
| 5 (22)  | 24.11.2022 | Павел и Сергей объявлены в розыск, Света отправляется на их поиски. Александр собирается разорвать помолвку со своей невестой и отправляет ей на родину письмо. Кристина с Жориком непременно решают выкрасть его. Света находит Сергея с Павлом. Матвей наконец починил машину времени, герои могут вернуться в своё время, но в силу обстоятельств это придётся делать на царском балу. |
| 6 (23)  | 28.11.2022 | Герои перемещаются в 1982 год, однако не в полном составе. Выясняется, что они забыли Кристину в XIX веке, а также оставили там важную деталь для машины времени. Матвей отправляется на поиски рутения, чтобы починить машину. Он узнаёт, что данный химический элемент ещё не изобретён, а также о том, что в этой стране не место мужчинам-учёным. А тем временем, Павла хотят арестовать женщины-милиционеры за ношение усов в общественном месте, а Жорик с Пашей выясняют, что все женщины ведут себя по-мужски. В чём же дело? Оказывается, Кристина, выйдя замуж за цесаревича, стала Кристиной I Великой, затем свергла мужа и установила матриархат, чем полностью изменила ход всей истории. |
| 7 (24)  | 29.11.2022 | Матвей, Паша и Жорик находят единственный способ починить машину времени — выкрасть скипетр Кристины Великой, на конце которого Кристина сохранила ту самую важную деталь. Сергей со Светой гостят у нынешней императрицы Кристины V, притворяясь её родственниками, в результате чего попадают под арест. Выясняется, что подлинный скипетр находится именно в её руках. Нина не даёт Паше проходу, а Павел организовывает митинг против матриархата, чтобы вызволить Свету с Сергеем и выкрасть скипетр. |
| 8 (25)  | 30.11.2022 | Герои вновь возвращаются в 1836 год, чтобы забрать Кристину и вернуть ход истории в обычное русло. Но на деле выходит не всё так просто. Матвей вспоминает, что оставил газету из будущего у своего знакомого, а Павел с Сергеем и Жориком заняты отвлечением гостей свадьбы, где всё идёт наперекосяк. |
| 9 (26)  | 01.12.2022 | Чтобы вернуть Кристину, нужно обменять её на немецкую принцессу, которую вместо Кристины выкрали Сергей, Павел и Жорик. Матвею нужно раздобыть керосин для машины, он отправляется к своему предку Порфирию Пиотровскому. Паша остаётся охранять принцессу, но упускает её. Кристина сбегает из монастыря, куда её отправил Александр, а Сергей со Светой идут к цесаревичу договариваться об обмене. |
| 10 (27) | 05.12.2022 | Герои возвращаются к себе домой, где по-прежнему остановлено мировое время. Из-за ссоры Сергея и Павла вновь происходит неуправляемый запуск машины. Теперь герои оказываются в IX веке, где Жорик с Кристиной встречают основоположников русской азбуки Кирилла и Мефодия, находят младенца в реке и спасают его от «Бабы-яги». А Павлу, Свете и Сергею за неосторожность грозит сожжение на костре. |
| 11 (28) | 06.12.2022 | Кристина и Жорик ищут приют для спасённого ими печенежского младенца, для этого им придётся схитрить. Матвей, вместе с Павлом, прикинувшись могучим богом-громовержцем, не знает, как оторваться от внимания просящего помощи местного народа, а Сергей, Паша и Света попадают в плен к печенегам, им приходится выкручиваться. |
| 12 (29) | 07.12.2022 | Разъярённые жители деревни требуют у Матвея казни Павла за воровство, и ему придётся пойти на обман. Кристина и Жорик выбирают, куда и кому пристроить подкидыша. А Сергей занят спасением Светы и Паши из печенежского лагеря, которые сами планируют побег, переодевшись в паранджу. |
| 13 (30) | 08.12.2022 | Матвей, Паша и Павел пытаются убедить древлян оставить деревню, чтобы спастись от набега печенегов, но те надеются на божественную помощь. Матвей решает рассказать жителям правду, за что его привязывают к столбу вместе с Павлом, Сергеем, Светой и Пашей, а сами вятичи покидают деревню. Хан собирается казнить героев, но Сергей противостоит ему. Жорик с Кристиной приносят младенца хану и он узнаёт в нём своего пропавшего сына. Герои освобождены и получают машину времени обратно. |
| 14 (31) | 12.12.2022 | Путешественники вновь возвращаются в замерший мир, но теперь их поджидает более серьёзная проблема. Герои переместились в тела друг друга, а у деда более серьёзная беда — он стал обычным голубем, поэтому надеяться кроме как на свои силы, больше не на что. |
| 15 (32) | 13.12.2022 | Матвей приходит в себя в очень странной аудитории института, из которой нет выхода. При каждой попытке выйти снова и снова оказываешься там, где был секунду назад. Профессору придётся не только принимать экзамен у студентов, но и сдавать очень важный экзамен самому. Помимо всего этого, его ждёт очень приятная встреча. Матвею удаётся остановить туман, поглощающий вселенную и оживить мир, но герои оказываются в самом начале своей встречи. |

## Рецензии и отзывы
- Портал «СССР — Россия»: как Юрий Стоянов запустил машину времени в сериале «Гости из прошлого» // tv mag, 27 октября 2020
- Идея неплохая: зрители оценили сериал «Гости из прошлого» о путешествиях во времени // tv mag, 27 октября 2020
- Сериал «Гости из прошлого»: о чём он и почему стоит посмотреть // Алтайская правда, 16 ноября 2020.